# 安樂蝸

《安樂蝸》舊開場畫面

《安樂蝸》（英語：Own Sweet Home）是香港無綫電視製作的住宅資訊節目，現時由何依婷、伍樂怡、林穎彤、狄易達、吳沚默、李嘉晉、鍾晴、馬俊傑、林正峰、鄧以婷主持，節目於2010年12月5日起首播，曾於J2逢星期日10:30-11:00及20:00-20:30（2016年9月18日至2020年4月26日改為20:30-21:00）播放，及於myTV SUPER提供節目重溫。由2021年8月14日起至此，改於J2逢星期六20:00-20:30播放。由2016年10月起，節目播出時同時於myTV SUPER直播。

## 歷史
《安樂蝸》是2011無綫節目巡禮推介的節目，本來只打算製作一季節目（共13集），但因收視比預期理想，最終變成了常規節目，其後得到雅蘭床褥冠名贊助（2020年起改由「House730搵樓平台」冠名贊助），為少數獲冠名贊助的J2節目。
2022年1月29日，本節目最後一集（第570集）播映後停播。

## 節目內容
該節目主要介紹香港年輕人住宅單位的設計及裝潢，雖然是面積細小的「蝸居」，但也可以是一個「安樂窩」。

### 現時環節
- 「夢想家」（前稱「蝸居主義」）：介紹向節目報名的「蝸居」的間隔、並訪問屋主在裝修過程的樂趣及煩惱。
- 「設計型空間」（前稱「設計部屋」）：主持人及嘉賓主持一起訪問、參觀一些擁有型格居所的名人。
- 「圖出蝸居」
- 「愛家人物」
- 「家品宅急」：介紹一些時尚便宜的小擺設，為你的「蝸居」增添更多樂趣。
- 「蝸居情報」：介紹各區置業情報，並參觀一個單位。
- 「家添創意」

### 過往環節
- 「蝸中寶」
- 「教你置叻」
- 「蝸居格鬥」（年度環節）

## 主持

### 末任主持
| 姓名   | 暱稱       | 首次亮相日期   | 最後亮相日期 |
| ------ | ---------- | -------------- | ------------ |
| 狄以達 | 達仔       | 2010年12月5日  |              |
| 林穎彤 | Bella      | 2010年12月5日  |              |
| 鄧伊婷 | Irina/伊婷 | 2016年         |              |
| 伍樂怡 | Kelly      |                |              |
| 何依婷 | Regina     | 2018年5月6日   |              |
| 鍾 晴  | Karlie     | 2018年6月10日  |              |
| 馬俊傑 | Linus      | 2018年10月14日 |              |
| 林正峰 | Niklas     |                |              |
| 吳沚默 | MoMo       |                |              |
| 鄭雋熹 |            | 2019年12月22日 |              |
| 黃婧靈 | 波波       |                |              |

### 過往主持
| 姓名   | 暱稱    | 首次亮相日期  | 最後亮相日期  |
| ------ | ------- | ------------- | ------------- |
| 李君妍 | Aurora  | 2011年1月12日 |               |
| 張秀文 | Sammi   | 2011年1月12日 |               |
| 曾建怡 | Elaine  | 2011年1月12日 |               |
| 余應彤 | Anthony | 2011年1月12日 |               |
| 劉佩玥 | Moon    | 2014年        |               |
| 容天佑 | Alex    | 2014年        |               |
| 楊斯雅 | Cindy   | 2014年        |               |
| 王卓淇 | Erin    | 2015年6月28日 | 2016年5月15日 |
| 林泳淘 | Helen   | 2015年8月23日 | 2016年6月5日  |
| 林希靈 | Agnes   | 2016年4月17日 | 2017年5月28日 |
| 譚永浩 | Jarryd  | 2015年8月9日  | 2018年4月22日 |
| 林凱恩 | Iris    | 2016年4月24日 | 2018年4月22日 |
| 劉穎鏇 | Tiffany | 2017年5月7日  |               |
| 黃碧蓮 | Linna   | 2017年6月25日 |               |
| 李寶君 |         | 2019年        | 2019年        |
| 李寶珊 |         | 2019年        | 2019年        |
| 單文柔 | Phoebe  |               |               |
| 李嘉晉 | Macro   | 2018年4月29日 | 2020年        |

## 記事
- 2015年2月8日：因現場直播《第十屆KKBOX風雲榜》，本節目暫停播映。
- 2016年1月17日：因播映《渣打香港馬拉松2016賽事精華》，本節目暫停播映。
- 2016年1月24日：因現場直播《第十一屆KKBOX風雲榜》，本節目暫停播映。
- 2016年2月7日：因播映《2016超級巨星紅白藝能大賞》，本節目暫停播映。
- 2017年6月4日：因現場直播《賽馬直擊》而提早播映《叢林的法則》，本節目暫停播映。
- 2017年7月30日：因現場直播《中國人壽姚基金慈善賽》，本節目改為21:00-21:30播映，但由於超時，本節目改為暫停播映。
- 2018年5月13日：由於現場直播《賽馬直擊 - 法國二千堅尼賽馬日》，本節目暫停播映。
- 2019年3月17日：由於現場直播《第13屆亞洲電影大獎》，本節目改為22:15-22:45播映。
- 2019年5月12日：由於現場直播《賽馬直擊 - 法國二千堅尼賽馬日》，本節目暫停播映。
- 2020年10月4日：由於現場直播《賽馬直擊 - 法國凱旋門大賽日》，本節目改為19:30-20:00播映。
- 2021年9月11日：由於現場直播《賽馬直擊 - 愛爾蘭冠軍錦標賽馬日》，本節目暫停播映。
- 2021年10月16日：由於現場直播《賽馬直擊 - 英國冠軍錦標賽馬日》，本節目改為19:30-20:00播映。
- 2022年1月29日，播映最後一集（第570集）。

## 外部連結
- 無綫電視節目網頁 - 安樂蝸 （页面存档备份，存于）

## 電視節目的變遷
| J2 星期日 20:00－20:30 2016年9月18日至2020年4月26日 20:30－21:00 | J2 星期日 20:00－20:30 2016年9月18日至2020年4月26日 20:30－21:00 | J2 星期日 20:00－20:30 2016年9月18日至2020年4月26日 20:30－21:00 |
| ---------------------------------------------------------------- | ---------------------------------------------------------------- | ---------------------------------------------------------------- |
|                                                                  | 安樂蝸 （2010年12月5日－2021年7月18日）                          |                                                                  |
| （不詳）                                                         | Happy Hour （2021年8月29日－2021年11月28日）                     |                                                                  |

| J2 星期六 20:00 - 20:30                | J2 星期六 20:00 - 20:30                 | J2 星期六 20:00 - 20:30 |
| -------------------------------------- | --------------------------------------- | ----------------------- |
|                                        | 安樂蝸 （2021年8月14日－2022年1月29日） |                         |
| 潮文青 （2021年6月5日－2021年7月17日） | 2022北京冬季奧運會 黃金直擊             |                         |